# Beicheng, Sichuan
Beicheng (kinesiska: 北城乡, 北城) är en socken i Kina. Den ligger i provinsen Sichuan, i den sydvästra delen av landet, omkring 230 kilometer öster om provinshuvudstaden Chengdu. Antalet invånare är 6 832. Befolkningen består av 3 555 kvinnor och 3 277 män. Barn under 15 år utgör 23,0 %, vuxna 15-64 år 60 %, och äldre över 65 år 16,0 %. Beicheng ligger vid sjön Xiangshuitan Shuiku.
Genomsnittlig årsnederbörd är 1 393 millimeter. Den regnigaste månaden är juni, med i genomsnitt 264 mm nederbörd, och den torraste är december, med 8 mm nederbörd.